# Tekstilno–tehnološka fakulteta v Zagrebu
Tekstilno–tehnološka fakulteta (izvirno hrvaško Tekstilno–tehnološki fakultet u Zagrebu), s sedežem v Zagrebu, je fakulteta, ki je članica Univerze v Zagrebu.